# Lac Phewa
Le lac Phéwa, aussi connu sous les noms de Phéwa Tal ou lac Féwa, est un lac népalais situé à Pokhara et Sarankot. C’est le second plus grand lac du Népal. Son altitude est de 915 m, sa superficie est d’environ 4,43 km2 avec une profondeur moyenne d’environ 8,6 m et de 19 m au maximum.

## La ville de Pokhara et sa relation avec le lac Phéwa[2]
Pokhara, deuxième plus grande ville du Népal après Katmandou, est souvent qualifiée de ville d’aventure. Nichée au pied de l’Annapurna, cette ville est le point de départ de nombreuses expéditions de trekking et d’alpinisme, notamment sur les sommets célèbres comme l’Annapurna et le Machapuchare. Mais en plus de son attrait pour les aventuriers, Pokhara est également connue pour ses paysages sereins et ses lacs pittoresques, dont le lac Phéwa est sans doute le plus populaire.
Le lac Phéwa se trouve du côté sud-ouest de la ville et s’étend sur une superficie d’environ 5,23 km², avec une profondeur maximale atteignant 24 mètres. Ce lac est un acteur central de l’économie touristique de Pokhara, attirant non seulement les trekkeurs après leurs randonnées éprouvantes mais aussi les voyageurs en quête de tranquillité et de détente.
Le quartier touristique de Lakeside, situé sur la rive est du lac, est bordé de cafés, de restaurants, de boutiques d’artisanat et de petits hôtels. Cette zone s’est développée autour du tourisme et propose des services variés pour répondre aux besoins des visiteurs, qu’ils soient en quête d’aventure ou de repos.

## Images

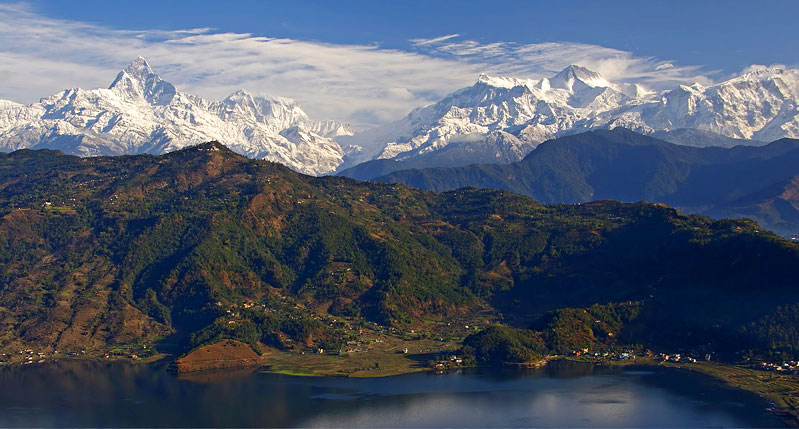
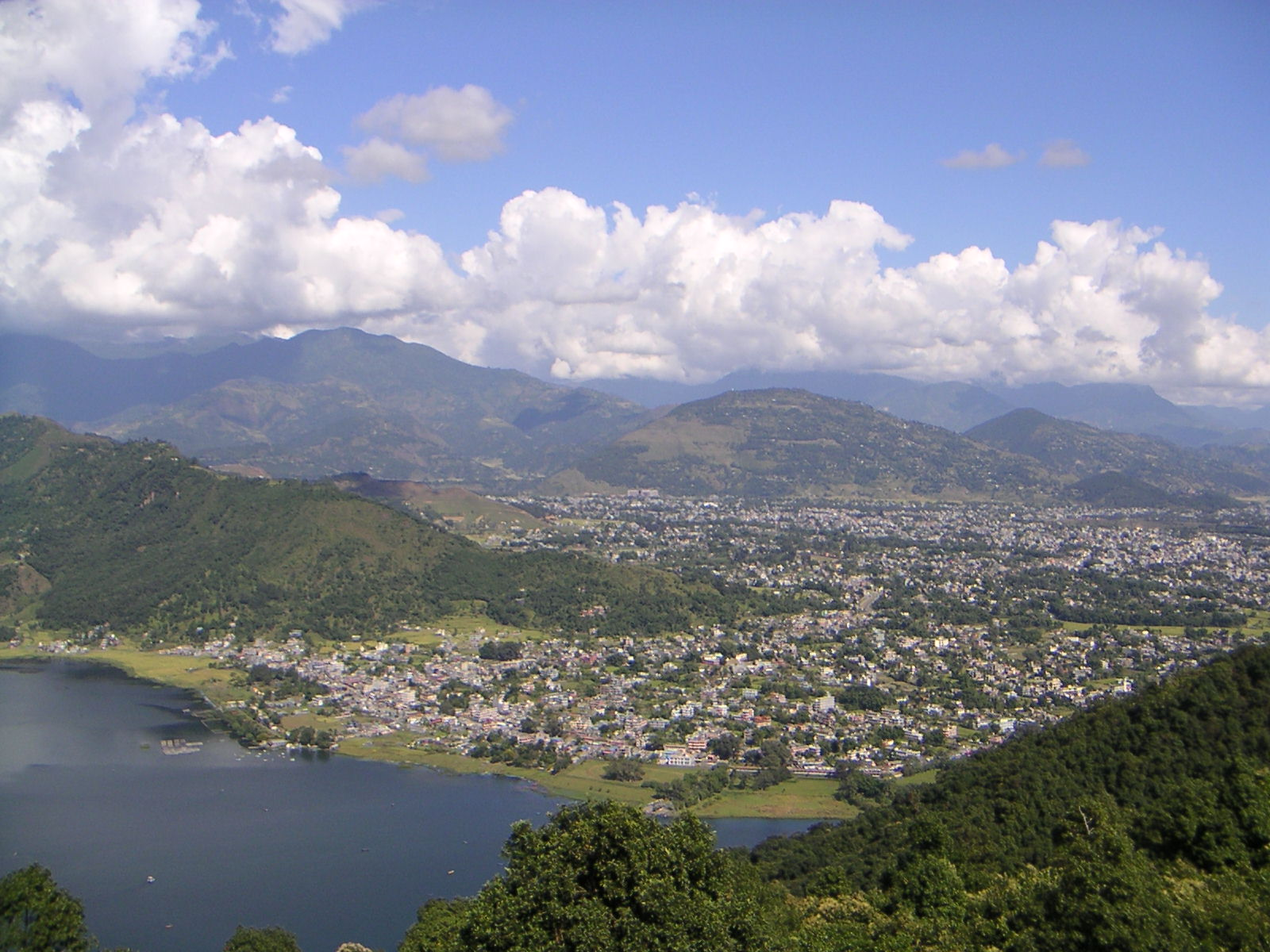
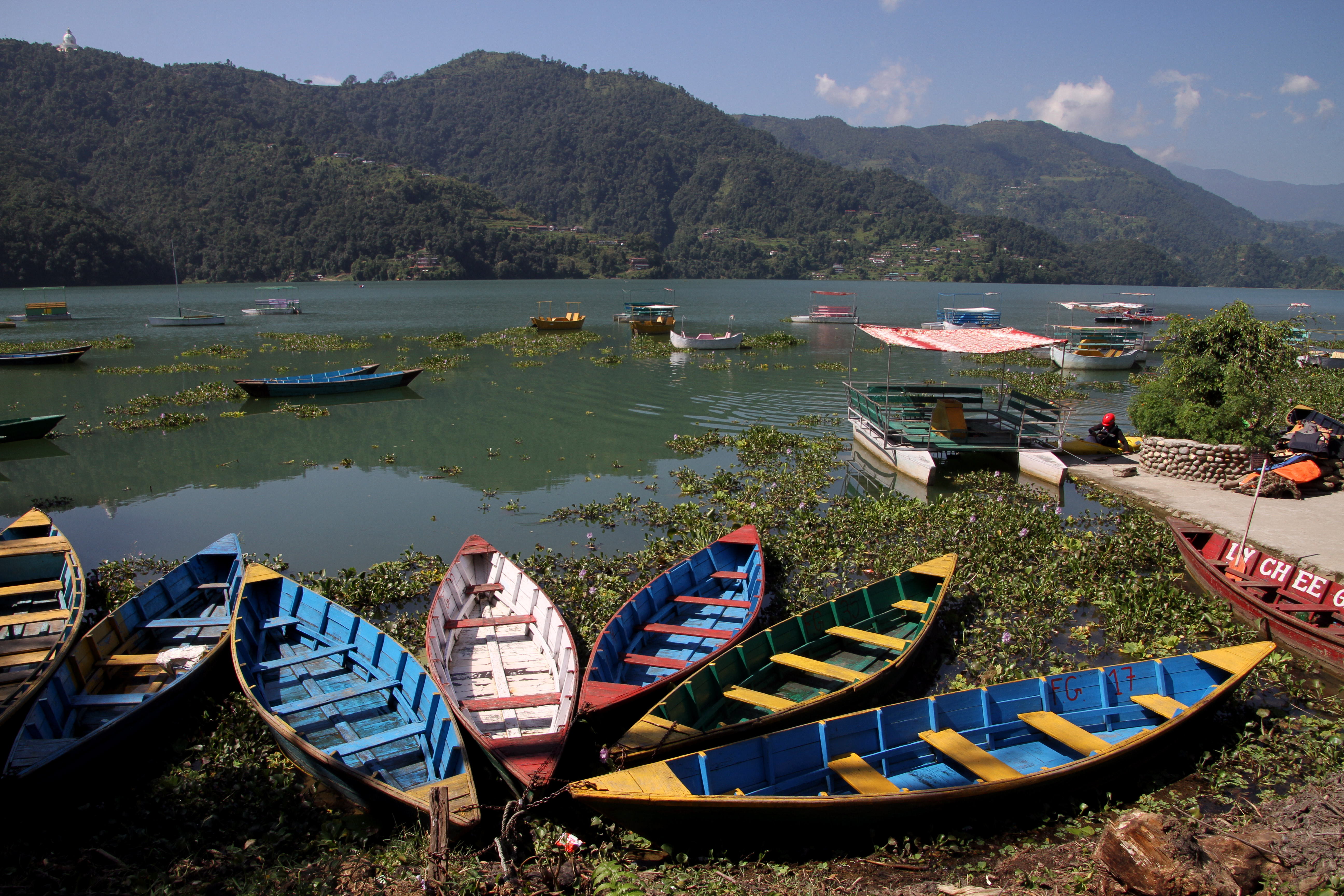
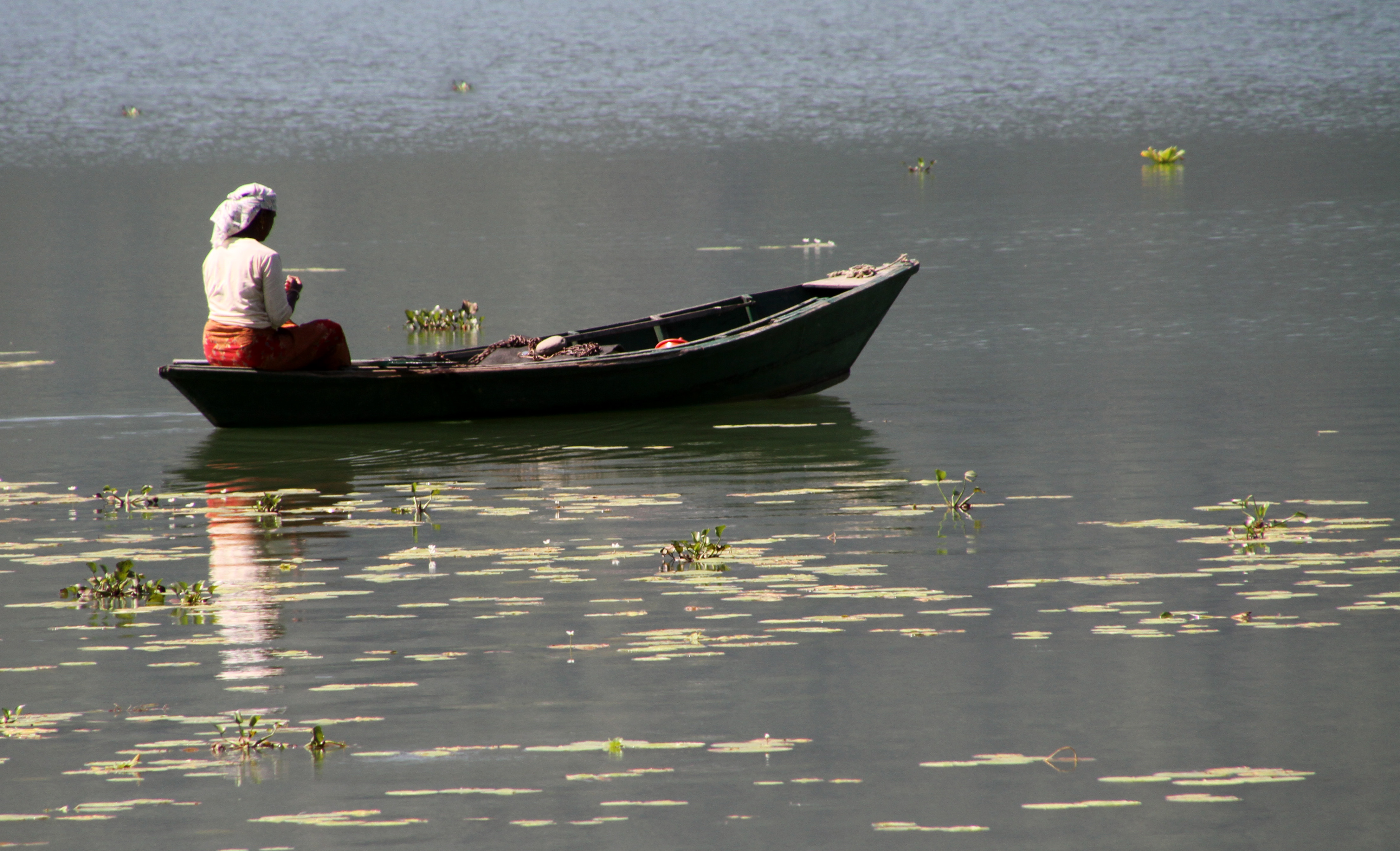
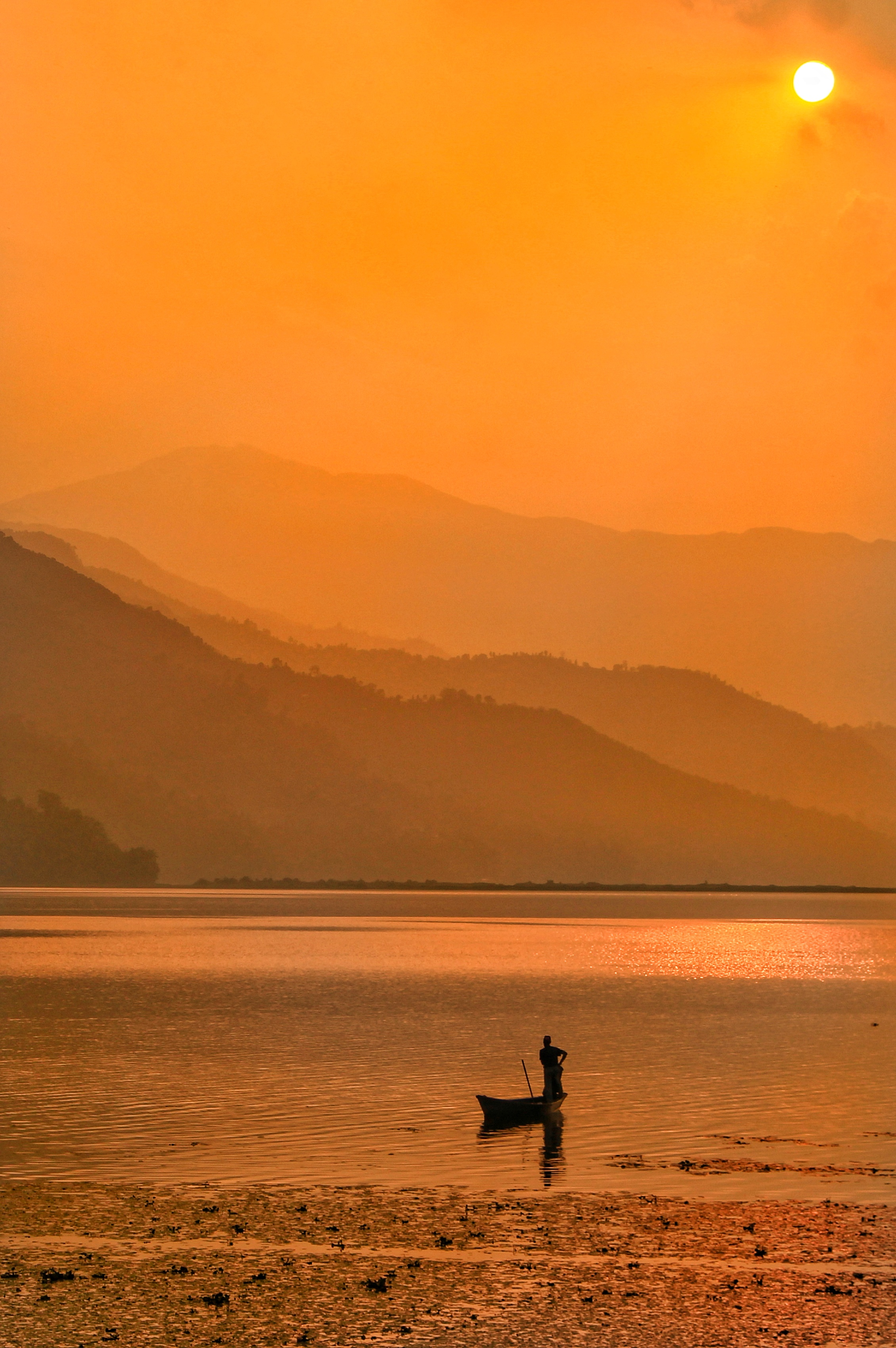
Le Lac Phéwa pendant le coucher du soleil
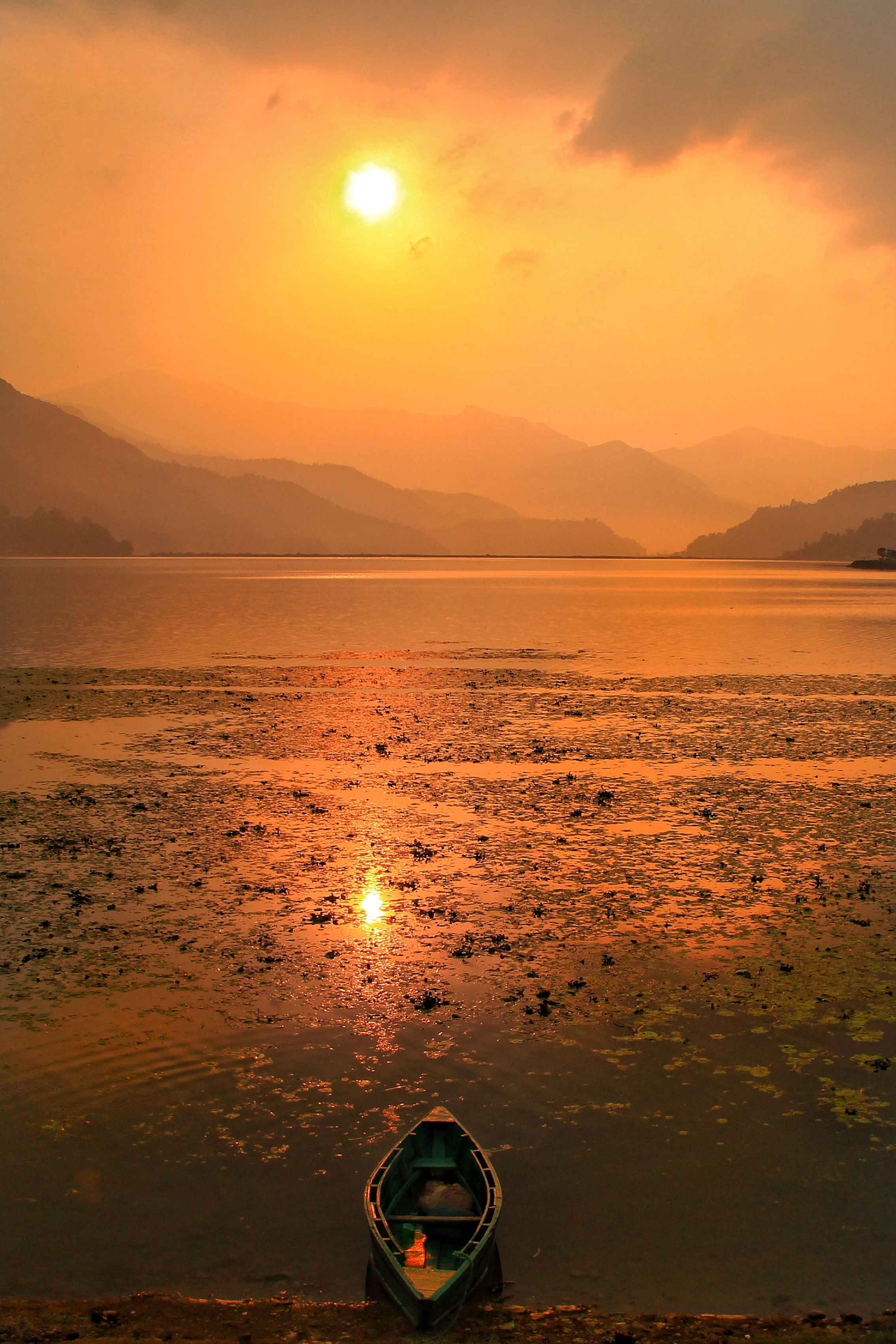
Même lac, même soleil, même barque, même moment.